# Arroyo Guaviyú (Arroyo Tres Cruces Grande)
El arroyo Guaviyú es un curso de agua uruguayo que atraviesa el departamento de  Artigas perteneciente a la cuenca hidrográfica del Río de la Plata.
Nace en la Cuchilla de Yacaré Cururú  y desemboca por la margen derecha del arroyo Tres Cruces Grande.